# Trogloguignotus concii
Trogloguignotus concii är en skalbaggsart som beskrevs av Annika Sanfilippo 1958. Trogloguignotus concii ingår i släktet Trogloguignotus och familjen dykare. Inga underarter finns listade i Catalogue of Life.